# Daijirō Okuda
Daijirō Okuda (japanisch 奥田 大二郎 Okuda Daijirō; * 23. April 1989 in der Präfektur Tokio) ist ein ehemaliger japanischer Fußballspieler.

## Karriere
Okuda erlernte das Fußballspielen in der Jugendmannschaft von Tokyo Verdy und der Universitätsmannschaft der Meiji-Universität. Seinen ersten Vertrag unterschrieb er 2012 bei Fujieda MYFC. Der Verein spielte in der dritthöchsten Liga des Landes, der Japan Football League. Am Ende der Saison 2013 stieg der Verein in die J3 League auf. Für den Verein absolvierte er 81 Ligaspiele. Ende 2015 beendete er seine Karriere als Fußballspieler.